# 阪神201・202形電車

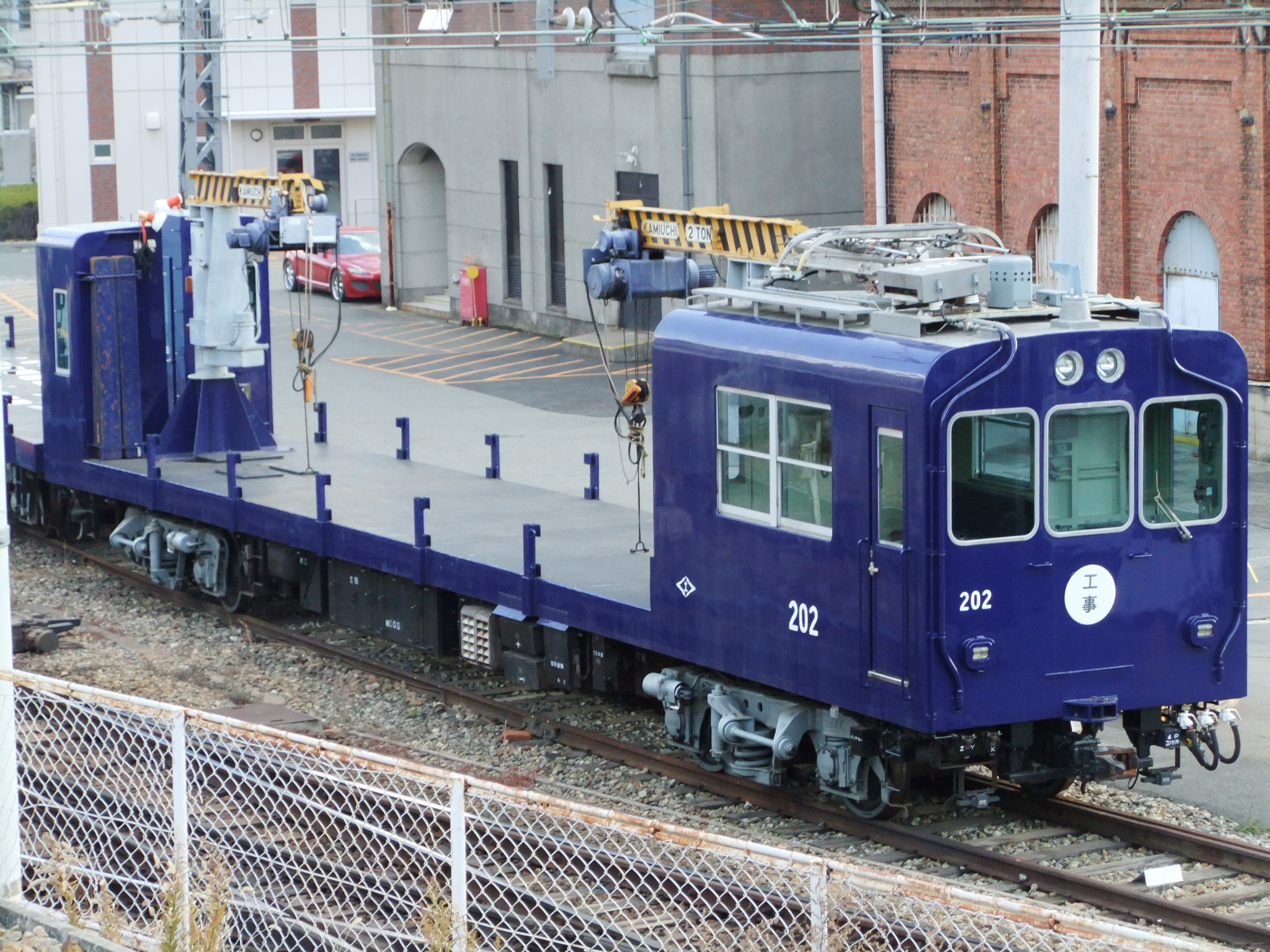
202形202

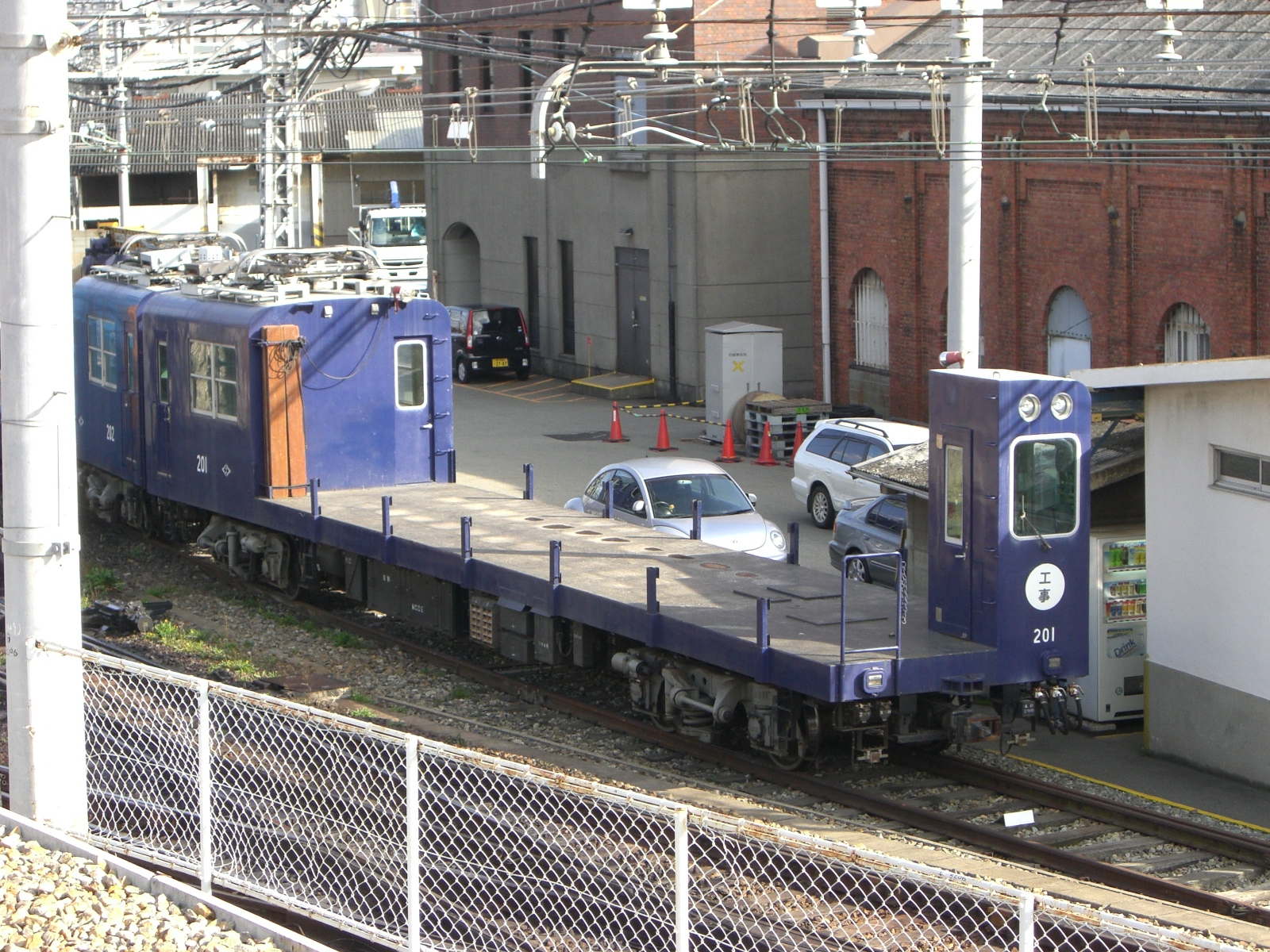
201形201

阪神201・202形電車（はんしん201・202がたでんしゃ）は、かつて阪神電気鉄道（阪神）が所有していた鉄道車両で、旧性能の小型車を改造した事業用の電動貨車である151形各形式が老朽化したことに伴い、1980年代半ばに新造の車体と廃車となった初期の高性能車の電装品を組み合わせて製造された事業用電動貨車である。
このグループは装備品や形態の違いによって形式が分かれるほか、同時期に製造された救援車の110形も存在する。

## 概要
小型車の1121・1141形を改造した吊掛駆動車である151・154号を代替する無蓋式の電動貨車として、1986年（昭和61年）に201形201・202形202の2両が武庫川車両工業で製造された。

### 車体
車体長は17.8 m、車体幅は2.74 mとなり、荷台の最大積載荷重は15 tである。
201の大阪梅田側と202の神戸三宮側に全室運転台と作業員用の座席を設け、それぞれ反対側の運転台は半室のボックス型となっている。パンタグラフは全室運転台側に新品の下枠交差式のものを搭載した。202の荷台には2 t電動ホイストを装備しており、大阪側、神戸側に1台ずつ設置している。
尾灯は全室運転台側は腰部に、半室運転台側は台枠部分に2つ取り付けられているほか、前照灯は双方の運転台とも森尾電機製16粒小型LED2灯である。荷台側面には大型資材積載時の落下防止に備えて側板設置用のステーが設けられており、使用時は側板がはめ込まれる。

### 主要機器
台車は3301形の廃車発生品で、1986年（昭和61年）4月に廃車となった3302・3303より流用の住友金属工業製FS-206を装着した。駆動方式は直角カルダン駆動で、主電動機は1時間定格出力60 kWの東芝製SE-516、制御方式は抵抗制御、主制御器は3521形の3000系への改造に伴う発生品を改造したABFM-64-15-MA改、ブレーキ装置はHSC電磁直通ブレーキである。
補助機器は電動発電機（MG）はMG-207-Sを、空気圧縮機（CP）はM-20-Dを搭載、連結器はバンドン式密着連結器である。連結器の上には工事車両牽引用の棒連結器の受けが取り付けられている。

## 運用と改造

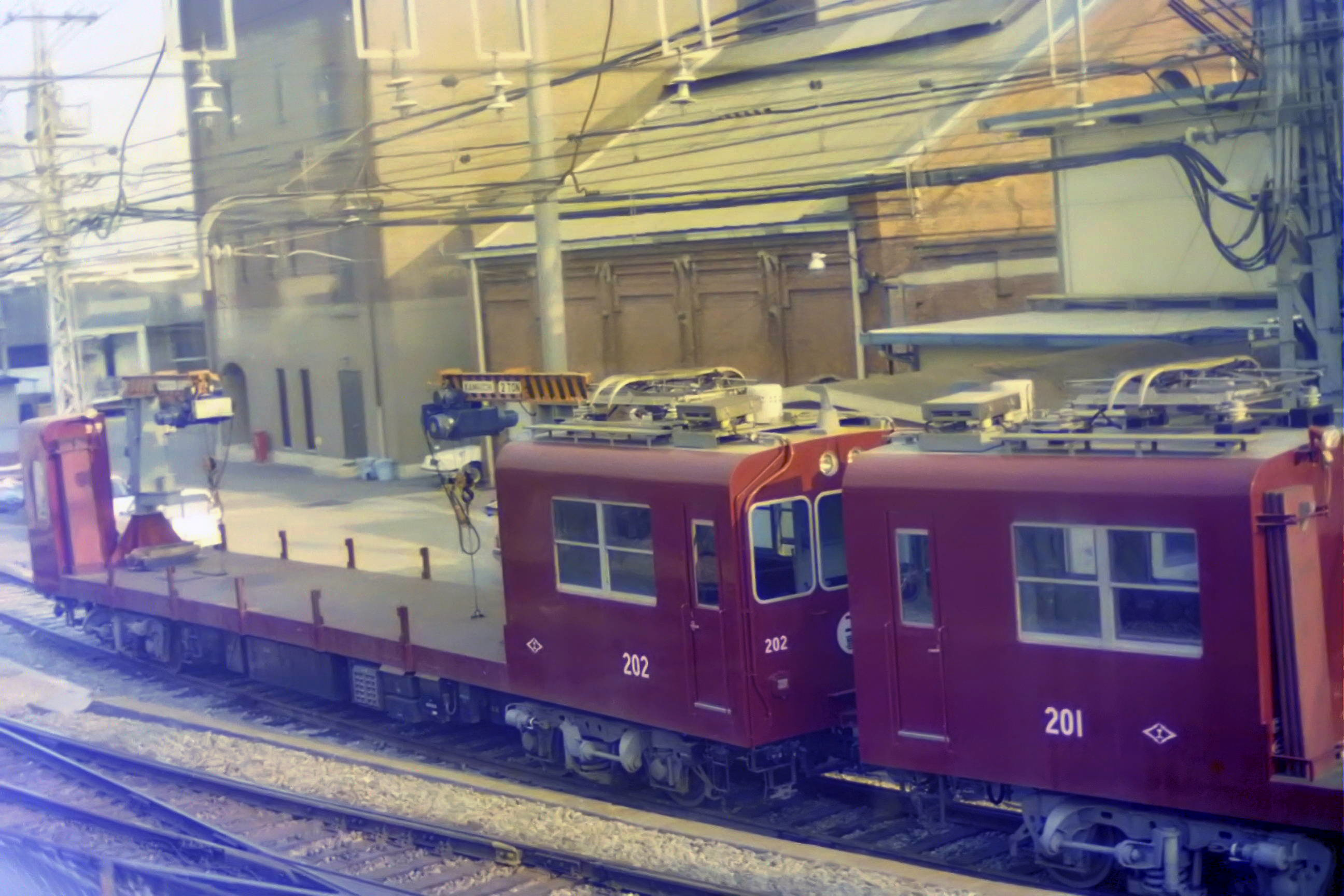
202（機器・台車換装、塗装変更前）

保線等の工事用が主体であり、枕木などの小型資材の運搬、駅用のエスカレータートラスなど重量物の搬送、レール運搬車の牽引にも使用されている。日中は尼崎車庫の21番線に留置されており、運搬作業は夜間に行われる。
201、202とも1両単独での走行が可能であるが、万が一の故障に備え、1両で対応可能な作業でも常時2両で運用されている。通常は全室運転台側が先頭に出るよう組成されているが、作業内容次第でボックス型側が先頭に出る場合もある。
1990年（平成2年）には、部品共通化のため台車と主電動機が換装された。台車は平行カルダン方式のFS-341で、付随車用のFS-341Tを電装化して換装している。主電動機は東洋電機製造製のTDK-818-A（1時間定格出力60kW）となった。同時に塗色も当初のエンジ色からジェットカーと同じウルトラマリンブルーに変更されている。
2017年4月1日時点では、2両とも在籍していた。
2024年9月には近日中の引退が発表され、同年10月8日には引退記念の見学会が行われた。

## 110形

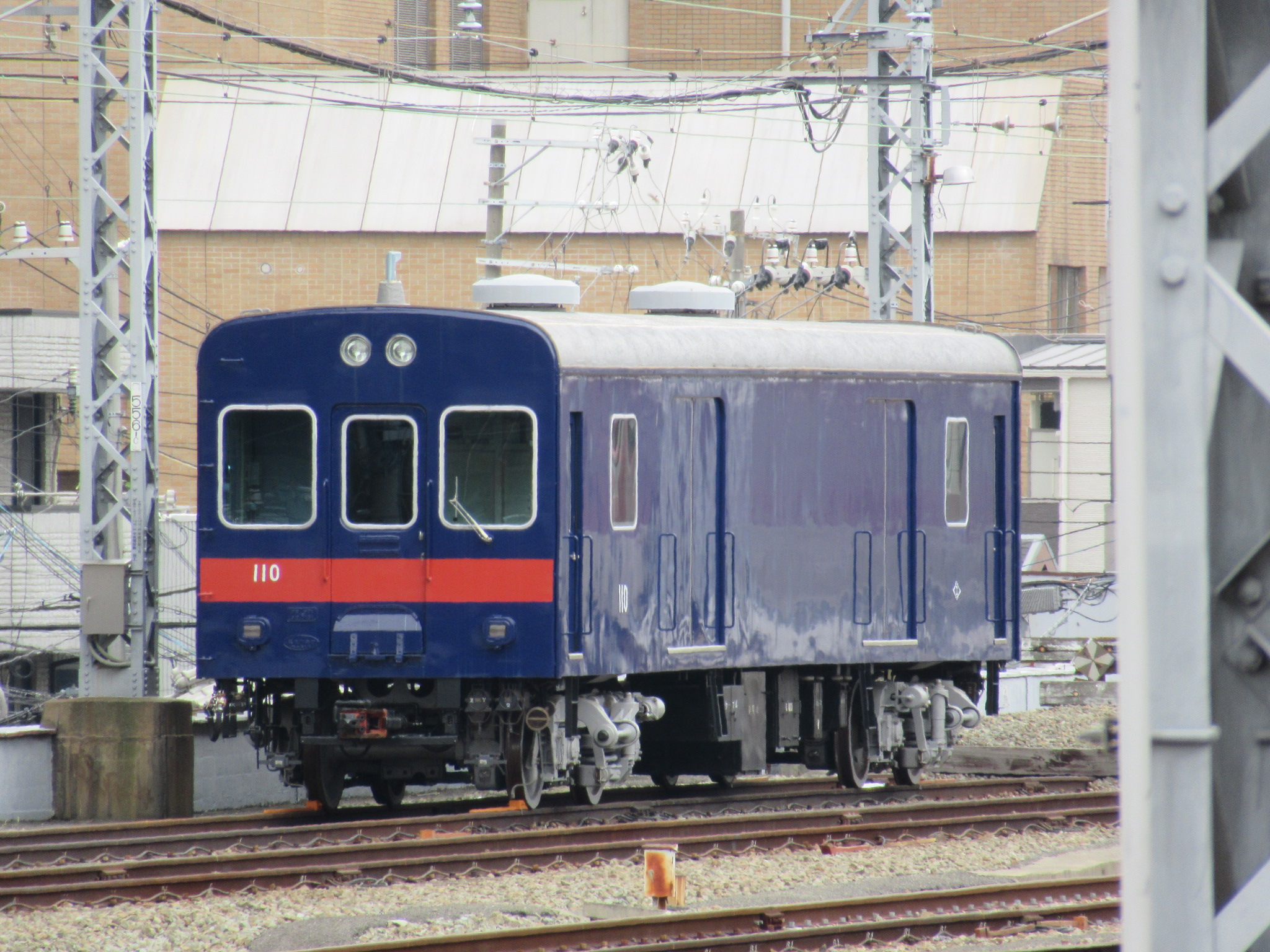
110

小型車1141形1145号から改造された旧性能救援車の153形153号は、阪神で最後まで残った旧小型車となっていた。この153号の老朽化に伴う代替として、1987年（昭和62年）に救援車として110形110号が武庫川車両工業で製造された。153号は自走可能な電動車であったが、110形は自車に動力を持たない制御貨車として製造された。
なお、110という車号は、初代の有蓋電動貨車である101形から数えると4代目になる。2代目以降の110号はいずれも救援車である。

### 車体
車体長は17.7 m、車体幅は2.74 mで、両運転台の切妻車体となっている。前面中央部に貫通扉を設け、側面には片側2カ所に2.0 m幅の機材搬出入用引戸を設けたほか、固定窓を片側2箇所に設けた。車内には155形と同様荷物棚を置くなどして救援資材を積み込んでいるほか、車内にホイストを取り付けている。屋根にはグローブ型ベンチレーターが2つ搭載されている。
塗装は新造時よりジェットカーのウルトラマリンブルーがベースとなり、妻面には赤胴車のバーミリオンの帯が配された。

### 主要機器
台車は直角カルダン方式のFS-206を電装解除したFS-206Tであったが、後年になりFS341台車に換装された。ブレーキ装置は営業車との併結を考慮してHSC電磁直通ブレーキを採用、連結器はバンドン式密着連結器である。

### 運用
110は尼崎車庫に常駐しており、緊急時以外は車庫の22番線に留置されている。自車には動力を持たず、出動時は電動車と連結して現場に向かう。併結する車両はHSCブレーキの在来車となっており、末期は在来車の廃車により併結可能な営業車は7861・7961形のみとされていた。
検査出場時等の試運転で日中の西大阪線(現・阪神なんば線)を走ることもあったが、阪神なんば線の開業後は営業列車の増発で試運転列車の設定が困難となり、以後は尼崎車庫内の構内試運転に変更された。
2017年（平成29年）12月1日付で廃車となり、解体された。